# Sắc lệnh chống chủ nghĩa cộng sản
Sắc lệnh chống chủ nghĩa cộng sản là một văn kiện của Hội thánh Công giáo do Thánh bộ Thánh vụ (tiền thân của Bộ Giáo lý Đức tin) ban hành vào năm 1949 sau khi được Giáo tông Pius XII châu phê. Sắc lệnh này tuyên bố rằng các tín hữu Công giáo theo chủ nghĩa cộng sản vô thần là những người bội giáo và sẽ bị mắc vạ tuyệt thông tiền kết. Tuy vậy, bản thân sắc lệnh này không cấm tín hữu Công giáo tham gia các chính đảng cộng sản chủ nghĩa, nhưng chỉ những tín hữu nào "chối bỏ toàn bộ đức tin Kitô giáo" sau khi theo chủ nghĩa cộng sản vô thần thì mới mắc vạ tuyệt thông tiền kết. "Sắc lệnh chống chủ nghĩa cộng sản" được ban hành để đối phó với nguy cơ ly giáo đến từ các đoàn thể giáo sĩ Công giáo thân cộng tại các quốc gia thuộc khối phía Đông, nơi chúng nhận được sự hậu thuẫn của nhà nước sở tại. Kể từ khi Thành Vatican và các nước xã hội chủ nghĩa đạt được một số thỏa hiệp, mở đầu bằng một thỏa thuận giữa Hội thánh Công giáo và Cộng hòa Nhân dân Ba Lan vào năm 1950, "sắc lệnh chống chủ nghĩa cộng sản" không còn được thực thi nữa. Hiện nay, sắc lệnh này đã bị hủy bỏ và không còn hiệu lực.

## Bối cảnh
Quan điểm phản đối chủ nghĩa xã hội và chủ nghĩa cộng sản được đề cập trong Giáo huấn xã hội Công giáo kể từ khi các đời giáo tông như Đức Pius XI và Đức Leo XIII cho ban hành nhiều thông điệp như Nostis et Nobiscum (1849), Quanta cura (1864) và Rerum novarum (1891).
Trong các thông điệp giáo huấn xã hội thời kỳ này, những lời phê bình chủ nghĩa cộng sản chỉ trích rằng hệ thống xã hội cộng sản vi phạm nhiều quyền con người, chẳng hạn như quyền tư hữu. Sau khi các cuộc cách mạng tại Nga, Trung Quốc và México dọn đường cho nhiều cuộc bách hại tôn giáo, những lời phê bình chủ nghĩa cộng sản được mở rộng theo một hướng mới, khởi đầu bằng thông điệp Quadragesimo anno (1931) của Giáo tông Pius XI. Theo thông điệp này, Giáo tông khẳng định sự phản kháng của Hội Thánh Công giáo đối với quan điểm chống tôn giáo của chủ nghĩa cộng sản cũng như nguy cơ chủ nghĩa cộng sản làm phương hại đến quyền tự do và sự tồn vong của Hội Thánh Công giáo. Vào năm 1937, Giáo tông Pius XI ban hành thông điệp Divini Redemptoris nhằm bác bỏ chủ nghĩa cộng sản vô thần, theo đó ông cho rằng thể chế cộng sản "là một hệ thống đầy rẫy những sai lầm và ngụy biện", vạch ra cho mình "một lý tưởng giả tạo về công lý, về bình đẳng và tình huynh đệ" và tin theo "một thứ thần bí luận sai lầm nào đó", rồi đối chiếu thể chế cộng sản với một xã hội nhân đạo (civitas humana).
Sau cuộc tổng tuyển cử Ý diễn ra vào tháng 4 năm 1948, việc khối liên đảng cộng sản chủ nghĩa–xã hội chủ nghĩa giành được 31,88% số ghế trong Viện Dân biểu đã buộc Thánh bộ Thánh vụ phải nghiên cứu chủ nghĩa cộng sản để hướng dẫn giáo dân và hàng giáo phẩm trả lời các câu hỏi xoay quanh vấn đề ủng hộ các chính đảng cộng sản chủ nghĩa.
Bên cạnh đó, còn có một động lực khác thúc giục Thành Vatican phải hành động để chống chủ nghĩa cộng sản, đó là tình hình tôn giáo tại Cộng hòa XHCN Tiệp Khắc. Sau khi lật đổ chính quyền thành công vào tháng 2 năm 1948, chính phủ cộng sản chủ nghĩa tại nước này đã mở một chiến dịch nhằm kiểm soát Hội thánh Công giáo Tiệp Khắc bằng nhiều biện pháp, bao gồm việc thiết lập một hiệp hội nhằm quy tụ các linh mục có chủ trương ủng hộ chế độ, kiểm soát vấn đề tài chính của các giáo hội địa phương, và đòi buộc rằng các thư mục vụ phải được các bộ ngành Chính phủ châu phê trước khi được gửi cho các tín hữu.
Vào ngày 15 tháng 7 năm 1948, tờ nhật báo L'Osservatore Romano công bố một sắc lệnh giáo tông về việc ra vạ tuyệt thông tiền kết đối với những ai tuyên truyền "giáo huấn về chủ nghĩa cộng sản duy vật và phản Kitô giáo". Tuy vậy sắc lệnh này không đề cập đến đảng Cộng sản Ý: cụ thể, chính đảng này đã thông qua một bản điều lệ đảng mới vào năm 1946, theo đó đảng ngừng tuyên xưng chủ nghĩa Marx–Lenin và mở cửa cho mọi công dân gia nhập, "bất kể chủng tộc, niềm tin tôn giáo hay xác tín triết học".
Đến năm 1949, áp lực từ chính phủ Tiệp Khắc lên Hội thánh Công giáo Tiệp Khắc ngày càng tăng cao, trong khi theo Hồng y Quốc vụ khanh Giovanni Battista Montini thì Giáo hoàng Pius XII đã nhận thấy rằng các nước phương Tây sẽ không thi hành một biện pháp ngoại giao hữu hiệu nào nhằm phản đối động thái leo thang trong vấn đề tôn giáo của Tiệp Khắc. Do vậy, Hội thánh Công giáo đã phải vận dụng tất cả những gì mình có để chống lại chủ nghĩa cộng sản không chỉ trong ngắn hạn mà còn trong dài hạn.

## Hình thức của sắc lệnh
Theo bản văn được đăng trên Acta Apostolicae Sedis (Công báo Tòa Thánh), sắc lệnh trên được ban hành vào ngày 1 tháng 7 năm 1949 dưới đề mục Decretum (n.đ. 'sắc lệnh') và được trình bày dưới dạng bản hỏi thưa (dubium). Sắc lệnh liệt kê ra bốn câu hỏi, dưới phần hỏi là phần trả lời của Thánh bộ Thánh vụ:
Tối cao Thánh bộ Thánh vụ đã nhận được các câu hỏi như sau:
1. Việc gia nhập hoặc ủng hộ các chính đảng cộng sản chủ nghĩa có hợp pháp không?
2. Việc biên soạn, ấn loát, phát tán hay đọc những ấn phẩm ủng hộ chủ thuyết hay hoạt động của phái cộng sản chủ nghĩa có hợp pháp không?
3. Cá nhân thực hành những điều nêu tại câu 1 và câu 2 một cách cố ý và tự nguyện thì có được lãnh nhận các bí tích không?
4. Các Kitô hữu tin vào học thuyết của chủ nghĩa cộng sản duy vật cùng bảo vệ và truyền bá học thuyết ấy thì có phải chịu vạ tuyệt thông do chối bỏ đức tin Kitô giáo hay không, biết vạ ấy là vạ biệt chế và chỉ có Tòa Thánh mới có thẩm quyền giải gỡ?

Trong phần trả lời, Thánh bộ Thánh vụ quyết rằng câu trả lời cho câu hỏi 1., 2. và 3. là không, mà câu 4. là có.